# Condado de Lezhë
El condado de Lezhë (en albanés: Qarku i Lezhës) es uno de los 12 condados de Albania. Lo componen los distritos Kurbin, Lezhë y Mirditë siendo su capital Lezhë.
Desde la reforma de 2015, se organiza en los municipios de Kurbin, Lezhë y Mirditë.